# Zeheba spectabilis
Zeheba spectabilis är en fjärilsart som beskrevs av Butler 1877. Zeheba spectabilis ingår i släktet Zeheba och familjen mätare. Inga underarter finns listade i Catalogue of Life.